# Myotis (subgènere)
|  | Per a altres significats, vegeu «Myotis (gènere)». |

Myotis és un subgènere de ratpenats del gènere Myotis, dins de la família dels vespertiliònids. Aquest grup conté una vintena d'espècies que, en comparació amb altres ratpenats del mateix gènere, es caracteritzen per tenir les orelles relativament grans, les ales amples, una dentadura més derivada i una preferència per agafar l'aliment directament del terra o altres superfícies sòlides.